# 올리버 스킵
올리버 윌리엄 스킵(Oliver William Skipp, 2000년 9월 16일 ~ )은 잉글랜드의 레스터 시티 소속 프로 축구선수이다. 현재 수비형 미드필더를 뛰고 있다.

## 생애
스킵은 웰린가든시티에서 태어나 하트퍼드에서 성장하였다. 2003년부터 2012년까지 하트퍼드의 빌스버러와 리처드 헤일 스쿨을 다녔다.

## 경력
스킵은 2013년 토트넘 핫스퍼에 참여하기 전 Bengeo Tigers FC로 유소년 경력을 시작했다.
2018년 10월 29일 스킵은 토트넘 핫스퍼와 3년 계약에 서명하였다. 2018년 10월 31일 3-1 EFL 컵에서 웨스트햄 유나이티드를 상대로 이기면서 토트넘 프로 데뷔를 하게 된다.

## 기록

### 대회 기록
토트넘 홋스퍼 FC (2018~ )
- UEFA 챔피언스리그 준우승 : 2018-19

노리치 시티 FC (2020~2021)(임대)
- EFL 챔피언십 : 2020-21